# Соколовський Олексій Володимирович
Олексій Володимирович Соколовський (20 березня 1991, Кременець, Тернопільська область — 9 липня 2022, м. Часів Яр, Донецька область) — український футболіст, військовослужбовець, солдат Збройних сил України, учасник російсько-української війни. Кавалер ордена «За мужність» III ступеня (2023, посмертно).

## Життєпис
Олексій Соколовський народився 20 березня 1991 року в м. Кременець, Тернопільської области України.
Знаний на Кременеччині футболіст, спершу виступав за ФК «Кременець-Академія», крайні роки захищав кольори футбольної команди «Арсенал» з Білокриниці Кременецького району.
Загинув 9 липня 2022 року в м. Часів Яр на Донеччині. Похований 23 липня 2022 року в Великих Млинівцях.

## Нагороди
- орден «За мужність» III ступеня (9 січня 2023, посмертно) — за особисту мужність і самовідданість, виявлені у захисті державного суверенітету та територіальної цілісності України, вірність військовій присязі[1];
- почесний громадянин Тернопільської области (2025, посмертно)[2].